# Dispersión de neutrones en ángulo pequeño
La dispersión de neutrones en ángulo pequeño (también denominada SANS, por las siglas de la expresión inglesa Small-angle neutron scattering) es una técnica experimental que utiliza la difracción de neutrones en pequeños ángulos de dispersión para investigar la estructura de diversas sustancias a escala mesoscópica, de aproximadamente 1 a 100 nm.
La dispersión de neutrones en ángulo pequeño es, en muchos aspectos, muy similar a la dispersión de rayos X en ángulo pequeño (SAXS); Ambas técnicas se denominan conjuntamente dispersión en ángulo pequeño (SAS). La característica más importante del método SAS es su potencial para analizar la estructura interna de sistemas desordenados y, con frecuencia, la aplicación de este método es la única forma de obtener información estructural directa sobre sistemas con disposición aleatoria de heterogeneidades de densidad en escalas tan grandes. Las ventajas del método SANS sobre el método SAXS son su sensibilidad a elementos ligeros, la posibilidad de la identificación de isótopos y la fuerte dispersión por momentos magnéticos.

## Técnica
Durante un experimento SANS, se dirige un haz de neutrones a una muestra, que puede ser una disolución acuosa, un sólido, un material en polvo o un cristal. Los neutrones se dispersan elásticamente por interacción nuclear con los núcleos o por interacción con el momento magnético de los electrones desapareados. En la dispersión de rayos X, los fotones interactúan con la nube electrónica, de modo que cuanto mayor es el elemento, mayor es el efecto. En la dispersión de neutrones, los neutrones interactúan con los núcleos, y esta interacción depende del isótopo analizado. Algunos elementos ligeros como el deuterio muestran una sección transversal de dispersión similar a la de elementos pesados como el plomo (Pb).
En la teoría dinámica de la difracción de orden cero, el índice de refracción está directamente relacionado con la densidad de longitud de dispersión y es una medida de la fuerza de la interacción de una onda de neutrones con un núcleo determinado. La siguiente tabla muestra la longitud de dispersión de neutrones de algunos elementos químicos (en 10−12 cm).
| H       | D      | C      | N     | O      | P     | S      |
| ------- | ------ | ------ | ----- | ------ | ----- | ------ |
| −0.3742 | 0.6671 | 0.6651 | 0.940 | 0.5804 | 0.517 | 0.2847 |

Debe tenerse en cuenta que la escala relativa de las longitudes de dispersión es la misma. Otro punto importante es que la dispersión del hidrógeno es distinta de la del deuterio. Además, el hidrógeno es uno de los pocos elementos que tiene una longitud de dispersión negativa, lo que significa que los neutrones desviados del hidrógeno están desfasados 180° con respecto a los desviados por los otros elementos. Estas características son importantes para la técnica de variación del contraste (véase más abajo).

### Técnicas relacionadas
El sistema SANS suele utilizar la colimación del haz de neutrones para determinar el ángulo de dispersión de un neutrón, lo que da como resultado una relación señal-ruido cada vez más baja para los datos que contienen información sobre las propiedades de una muestra a escalas de longitud relativamente largas, más allá de ~1 μm. La solución tradicional es aumentar el brillo de la fuente, como en la dispersión de neutrones de ángulo ultra pequeño (USANS). Como alternativa, se introdujo la dispersión de neutrones de ángulo pequeño con eco de espín (SESANS), utilizando el eco de espín de neutrones para rastrear el ángulo de dispersión y ampliando el rango de escalas de longitud que pueden estudiarse mediante la dispersión de neutrones hasta mucho más allá de 10 μm.
El sistema Dispersión de ángulo pequeño con incidencia rasante (GISANS) combina ideas de la técnica SANS y de la reflectometría de neutrones.

## En biología

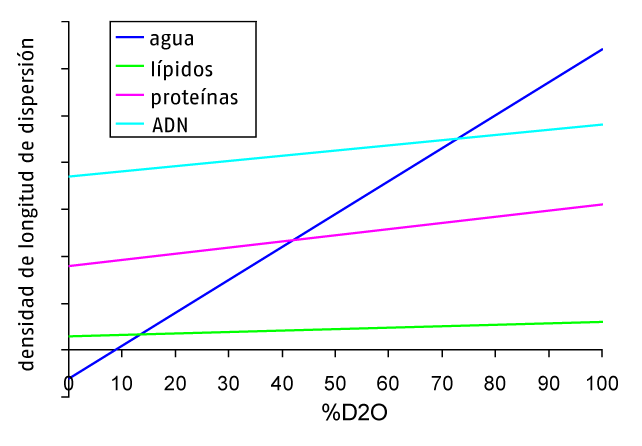
Figura 1: Relación entre la dispersión de varias macromoléculas biológicas en función de la concentración de D2O

Una característica crucial del sistema SANS que lo hace particularmente útil para las ciencias biológicas es el particular comportamiento del hidrógeno, especialmente en comparación con el deuterio. En los sistemas biológicos, el hidrógeno se puede intercambiar con el deuterio, lo que normalmente tiene un efecto mínimo en la muestra, pero tiene considerables efectos en el grado de dispersión.
La técnica de variación de contraste (o de coincidencia de contraste) se basa en la dispersión diferencial del hidrógeno frente al deuterio. La Figura 1 muestra la densidad de longitud de dispersión para el agua y para varias macromoléculas biológicas en función de la concentración de deuterio. (adaptado de) Las muestras biológicas generalmente se disuelven en agua, por lo que sus átomos de hidrógeno pueden intercambiarse con cualquier átomo de deuterio del disolvente. Dado que la dispersión general de una molécula depende de la dispersión de todos sus componentes, esto dependerá de la proporción entre el hidrógeno y el deuterio existente en la molécula. En ciertas proporciones de H2O a D2O, llamadas puntos de coincidencia, la dispersión de la molécula será igual a la del disolvente y, por lo tanto, se eliminará cuando la dispersión del tampón se reste de los datos. Por ejemplo, el punto de coincidencia para las proteínas suele ser de alrededor del 40% al 45% de D2O, y en esa concentración la dispersión de la proteína será indistinguible de la del tampón.
Para utilizar la variación de contraste, los diferentes componentes de un sistema deben dispersarse de manera diferente. Esto puede basarse en diferencias de dispersión inherentes (como por ejemplo, en el caso del ADN frente a las proteínas), o surgen de componentes marcados diferencialmente (como por ejemplo, cuando se tiene una proteína deuterada en un complejo, mientras que el resto está protonada). En términos de modelización, los datos de dispersión de neutrones y de rayos X de ángulo pequeño se pueden combinar con el programa MONSA. Recientemente se ha publicado un ejemplo en el que se han utilizado datos SAXS, SANS y EM para construir un modelo atómico de una enzima grande de múltiples subunidades. Para ver algunos ejemplos de este método, consúltense los estudios de SJ Perkins.
Para el estudio de materia a gran escala (por ejemplo, materia blanda) y dinámica lenta, se deben utilizar neutrones muy fríos (VCN). Sin embargo, debido al débil flujo de neutrones y la falta de componentes ópticos en este rango, la mayoría de los científicos utilizan neutrones de longitudes de onda más cortas. Los esfuerzos realizados para solucionar este problema están permitiendo remediar esta carencia.

## Instrumentos
Hay numerosos instrumentos SANS disponibles en todo el mundo en instalaciones de neutrones, como reactores de investigación o fuentes de espalación.